# 鬼宅心慌
《鬼宅心慌》，是GMMTV製作的泰國奇幻喜劇。由得灣·米弘拉（Tay）、提迪蓬·德查阿派坤（New） 、瓦拉妮·塔瓦翁（Mook）、普洛伊湘普·素帕莎（Jan）領銜主演。此劇於2024年8月28日每周三晚8时30分在GMM 25電視台播出。
2023年10月17日，GMMTV於新劇發佈會「UP&ABOVE」PART1 公開此劇的先導預告片。

## 劇情簡介
主角Home因祖父過世而繼承遺產。正當他打算出售房子時，意外得知這橦房子是傳說中的鬼屋。在逼不得已下他只好找有陰陽眼的Peach來一起驅鬼。

## 演員陣容

### 主要人物
- 得灣·米弘拉（Tay）飾演 Peach
- 提迪蓬·德查阿派坤（New） 飾演 Home
- 瓦拉妮·塔瓦翁（Mook） 飾演 Kan
- 普洛伊湘普·素帕莎（Jan） 飾演 Pang Pang

### 其他人物
- 塔納朋·蘇庫潘塔納汕（Perth）
- 帕查差·司隸亞楠讓（Junior）
- 拉荻查·帕芭基緹（Ciize）
- 基亞契邦·斯里桑（Force）
- 卡西特·普洛彭（Book）
- 珍妮·班涵（英语：Jennie Panhan）（Jennie）
- 尼替·柴契塔通（Pompam）
- 塔察宮·文拉亞南（Godji）

## 劇集原聲帶
| 《鬼宅心慌》劇集原聲帶 | 《鬼宅心慌》劇集原聲帶 | 《鬼宅心慌》劇集原聲帶  | 《鬼宅心慌》劇集原聲帶 |
| 曲序                   | 曲目                   | 歌手                    | 时长                   |
| ---------------------- | ---------------------- | ----------------------- | ---------------------- |
| 1.                     | ผีหยอก (Haunted House)  | 林陽、提迪蓬·德查阿派坤 | 3:32                   |

## 外部連結
- GMM25官方網站 （页面存档备份，存于）（泰文）
- GMMTV官方網站（泰文）
- YouTube上的《鬼宅心慌》播放列表
- MyDramaList劇集介紹及劇評 （页面存档备份，存于）（英文）
- 豆瓣电影上《鬼宅心慌》的資料 （简体中文）